# (73609) 5114 T-2
(73609) 5114 T-2 – planetoida z pasa głównego asteroid okrążająca Słońce w ciągu 4,28 lat w średniej odległości 2,64 j.a. Odkryta 25 września 1973 roku.